# Middle Village (Wisconsin)
Middle Village – jednostka osadnicza w Stanach Zjednoczonych, w stanie Wisconsin, w hrabstwie Menominee.